# Comme un lion en cage
Cet article concerne un film. Pour la série télévisée, voir Weeds.
Pour plus de détails, voir Fiche technique et Distribution.
Comme un lion en cage (Weeds) est un film américain réalisé par John Hancock, sorti en 1987.

## Fiche technique
- Titre français : Comme un lion en cage[1]
- Titre original : Weeds
- Réalisation : John Hancock
- Scénario : John Hancock et Dorothy Tristan
- Directeur artistique : Pat Tagliaferro
- Chef décorateur : Joseph T. Garrity
- Décorateur de plateau : Jerie Kelter
- Costumes : Mary Kay Stolz
- Maquillage : Edouard F. Henriques (en) (makeup artist)
- Photographie : Jan Weincke
- Montage : David Handman, Chris Lebenzon, Dennis M. O'Connor et Jon Poll
- Musique : Angelo Badalamenti, Melissa Etheridge et Orville Stoeber
- Production : 
  - Producteur : Bill Badalato
  - Producteur exécutive : Mel Pearl,
  - Producteur associée : Fred Baron, Patricia Carr, Ken Kitch
- Société(s) de production : De Laurentiis Entertainment Group, Kingsgate Films
- Société(s) de distribution : (États-Unis) De Laurentiis Entertainment Group
- Budget : 
  - 12 000 000 $ US[2]
- Recette : 
  -  : 2 325 444 $ US
- Pays d'origine :  États-Unis
- Année : 1987
- Langue : anglais
- Format : couleur (Technicolor) – 35 mm – 1,85:1 – Dolby
- Genre : dramatique
- Durée : 115 minutes
- Dates de sortie : 
  - États-Unis : 16 octobre 1987
  - France : 27 avril 1988[1]

## Distribution
- Nick Nolte (VF : Michel Vigné) : Lee Umstetter
- Ernie Hudson : Bagdad
- Rita Taggart : Lillian Bingington
- Mark Rolston : Dave
- Lane Smith : Claude
- John Toles-Bey : Navarro
- Joe Mantegna : Carmine
- Orville Stoeber : Lead Guitar
- Cyro Baptista : Bass Guitar
- J.J. Johnston : Lazarus
- William Forsythe (VF : Stéphane Bazin) : Burt the Booster
- Anne Ramsey : Mom Umstetter

## Récompenses et distinctions

### Nominations
- Golden Globe 1988 :
  - Meilleur acteur dans un film dramatique pour Nick Nolte
- Casting Society of America 1988 :
  - Meilleure distribution dans un film dramatique pour Cathy Henderson et Barbara Hanley